# Escaravia
Escaravia (Sium sisarum) és una planta de la família Apiàcia conreada per la seva arrel.
Sembla originària d'Àsia, ja que entre altres llocs es troba espontània a Sibèria.

## Descripció
Planta vivaç, de 30 a 120 cm d'alçària, amb arrels inflades en forma de fus, tiges estriades, fulles pinnaticompostes de color verd fosc i florida a l'estiu amb umbel·les de flors blanques i fa la llavor al setembre.
Conté entre un 4 i un 8% de sucre en forma de sacarosa. El gust de l'arrel és intermedi entre el de la pastanaga i la xirivia

## Conreu
Planta molt resistent a malalties insectes i al fred. Sembra a la tardor o a la primavera o multiplicació per divisió d'arrels. Necessita molta aigua però pot vegetar a l'ombra.
El conreu abans era molt comú però actualment no és gaire utilitzada. Va ser molt apreciada per Carlemany qui va ordenar el seu conreu i citada per Rabelais a Gargantua i Pantagruel.
Amb el nom francès de chervis el calendari republicà francès li dedica un dia de la tardor.